# كوني بريسكو
كوني بريسكو (بالإنجليزية: Connie Briscoe)‏ (1952، واشنطن العاصمة في الولايات المتحدة)؛ روائية أمريكية.